# A36 (estrella)
A36 (GSC 03161-00815) es una estrella binaria en la constelación del Cisne.
Inicialmente se pensó que era miembro de la asociación estelar Cygnus OB2, lo que la situaría a unos 1400 kilopársecs del sistema solar.
Posteriormente se ha cuestionado su pertenencia a esta asociación y se han postulado dos explicaciones sobre su estatus. A36 puede ser una estrella binaria fugitiva —aunque estos objetos son raros— o simplemente es un sistema más alejado —pero en el mismo campo de visión— que Cygnus OB2.
A36 es una binaria masiva compuesta por una supergigante azul de tipo espectral B0 Ib y una gigante azul de tipo B0 III.
La primera tiene una masa de al menos 19,8 masas solares, mientras que la segunda es al menos 13,8 veces más masiva que el Sol; la relación de masas entre las dos componentes, q, es igual a 0,70.
El semieje mayor de la órbita de la estrella más masiva es de 15,6 radios solares —poco más de 0,07 UA— por lo que se piensa que una o las dos componentes llenan sus lóbulos de Roche, constituyendo probablemente una binaria de contacto.
Como cabe esperar cuando las componentes están tan próximas entre sí, A36 es, además, una binaria eclipsante.